# The Accelerators
Pour les articles homonymes, voir Accelerator.
The Accelerators, ou simplement Accelerators, est un groupe américain de rock, originaire de Raleigh, en Caroline du Nord, actif entre 1982 et 2000.

## Histoire

### Débuts
Les Accelerators sont nés au début des années 1980 sous le nom de Moon Pie, un groupe de Greenville, en Caroline du Sud, qui a enregistré un EP intitulé Welcome to Hard Times. En 1982, trois membres de Moon Pie, ainsi que leur manager et producteur Dick Hodgin, déménagent à Raleigh, où la scène musicale était en plein essor, et changent le nom du groupe en The Accelerators,. La formation originale était composée de Gerald Duncan au chant et à la guitare, Doug Whelchel à la batterie, Chris Moran à la guitare et au chant, et Keller « Skip » Anderson à la basse. Musicalement, « leurs chansons sont des esquisses brutes de drive-in, de voitures rapides, de bars à bière et de passion adolescente encadrées dans le son musclé de la pop et du rock influencés par le rockabilly ».

### Dolphin Records
Après avoir déménagé à Raleigh, Moon Pie est repris par Dolphin Records, exploité par la chaîne de magasins régionale Record Bar, et est inclus dans la compilation Mondo Montage du label. En 1983, Dolphin sort le premier album de The Accelerators, Leave My Heart, qui est produit par Don Dixon, bassiste/chanteur d'Arrogance, qui a également joué sur l'album,. Une partie de l'album est enregistrée au Drive-in Studio de Mitch Easter (Lets Active), et Easter a également joué sur deux titres.
Malgré les éloges qu'il a reçus pour avoir travaillé avec R.E.M. et The Smithereens, un critique note que « Dixon a trop embelli certaines chansons, diminuant leur impact ». Cependant, l'album est recommandé par Billboard et The Village Voice,. Dave Marsh, de Rolling Stone, est également positif, décrivant l'enregistrement comme « un bar band soul et rock, avec des paroles qui sont post-punk humoristiques et directes du pays de Springsteen en même temps ».
Pour promouvoir Leave My Heart, le groupe sort des clips à petit budget pour les chansons Stiletto et Leave My Heart, tous deux réalisés par Steve Boyle, ce dernier ayant été tourné dans l'entrepôt du Record Bar. Les Accelerators font la première partie de The Clash à Chapel Hill et de plusieurs autres concerts universitaires en 1984, ainsi que celle de Nick Lowe à Los Angeles en 1985,. Malgré cette publicité et une certaine diffusion sur les radios universitaires, la promotion de l'album est freinée parce que le représentant du groupe chez Dolphin est licencié avant la sortie de Leave My Heart.

### Comboland
L'écrivain Geoffrey Cheshire III convainc le magazine Spector de Raleigh de parrainer Greetings from Comboland, un échantillonneur promotionnel de trois cassettes de 26 groupes de Caroline du Nord, dont plusieurs titres des Accelerators. L'expression comboland est inventée par Mitch Easter et fait référence à la scène musicale de la région de Raleigh. En 1985, Cheshire, qui n'est pas payé, se rend en Europe avec les cassettes et suscite suffisamment d'intérêt pour que le label indépendant britannique Waking Waves Records sorte l'album Welcome from Comboland : A Collection of Twelve Artists from North Carolina, qui comprend le single Leave My Heart des Accelerator,,. Les efforts de Cheshire conduisent également l'émission de télévision hebdomadaire de la BBC, The Old Grey Whistle Test, à se rendre en Caroline du Nord pour produire le segment A Visit to Comboland, qui comprend une interview du groupe et une interprétation partielle de leur chanson Tears,. Couvrant plusieurs groupes, cette séquence de 20 minutes est filmée à la brasserie de Raleigh en septembre 1985 et diffusée sur BBC2 le 29 octobre 1985,,. Elle était présentée comme « le reportage d'Andy Kershaw sur Comboland, berceau du nouveau rock 'n' roll américain ». Un critique américain a qualifié la séquence de « concise et enthousiaste qui offre un échantillon de la variété et de la profondeur du rock 'n' roll en Caroline du Nord, terre d'origine de nombreux groupes qui ne sont pas suffisamment appréciés dans leur pays ».

### New Music Seminar
En juillet 1988, The Accelerators rejoint d'autres groupes de Caroline du Nord à New York pour le New Music Seminar. Le groupe se produit au Lonestar Roadhouse à Manhattan et remporte un franc succès. Selon Jean Rosenbluth, rédactrice en chef de Billboard, « c'est l'une des rares fois où j'ai vu un groupe capable de faire danser les gens dans un club new-yorkais. Et comme il n'y avait pas vraiment de piste de danse, c'était un véritable exploit ».

### Profile Records
L'album Leave My Heart des Accelerator attire l'attention de Cory Robbins de Profile Records qui a signé un contrat de plusieurs albums avec le groupe, ce qui donne The Accelerators (1987) et Dream Train (1991),. Les deux albums sont marqués par des changements dans la formation : Chris Moran et Keller Anderson quittent le groupe en 1987 et sont remplacés par Mike Johns à la basse et Brad Rice à la guitare, ce qui donne un groupe entièrement composé de musiciens de la Caroline du Sud. Doug Whelchel est remplacé par Jon Wurster pour les sessions de Dream Train.
Les Accelerators comprennent une reprise contemporaine de Two Girls in Love de Leave My Heart, ainsi que de nouvelles chansons écrites par Duncan, Rice et Johns - qui a également chanté sur deux titres,. L'équipe de production comprend Dick Hodgin, Rod Abernathy et Don Dixon,. Profile engage Janet Perr, lauréate d'un Grammy, pour concevoir la pochette de l'album, qui comprend des photos prises au King's Motel sur South Wilmington Street à Raleigh,. Le groupe fait la promotion de l'album lors d'une tournée nationale, et sort les singles Stayin' Up in the City et What is Real. The Accelerators est chroniqué par Rolling Stone et sélectionné par le magazine Billboard pour sa section New and Noteworthy. Le critique de Billboard a déclaré que les chansons étaient « absolument captivantes » et que l'album était « trop bon pour être ignoré ».
Le groupe est complètement surpris que Profile ne fournisse pas un budget promotionnel adéquat pour leur album suivant, Dream Train,. Le manager Dick Hodgin retarde la sortie de l'album pendant plus d'un an, espérant que le label cède. Dream Train sort finalement en 1991 et contient douze chansons, dont sept écrites par Duncan,. Sans l'aide de Profile, Hodgin envoie l'album aux stations de radio locales, ce qui lui permet, contre toute attente, de faire tourner un titre de l'album, Boy and Girl. Sachant qu'ils ont un tube potentiel qui ne sera jamais réalisé à cause de leur label, The Accelerators demandent à être libérés de leur contrat avec Profile. Au moment où Profile laisse partir le groupe, sa directrice des médias nationaux, Tracy Miller, déclare : « C'est un groupe formidable et je peux comprendre leur frustration. Il est vraiment difficile pour un label indépendant de faire émerger de nouveaux groupes... En réalité, Profile avait connu le succès avec Run-D.M.C. et concentrait ses ressources sur des artistes hip-hop plus rentables ». En 2006, Cory Robbins, copropriétaire de Profile qui avait signé The Accelerators, fait remarquer qu'un autre problème était que son partenaire « détestait le groupe », ce qui a créé une rupture qui a conduit à la disparition de Profile quelques années plus tard.

### D.E.S. et Sound Asleep Records
Les Accelerators ne parviennent pas à trouver un nouveau label et sortent leur dernier album studio, Nearer (2000), sous le label D.E.S. Records. Duncan explique que Nearer est sorti de manière indépendante : « parce que je travaille pour l'État, ils [la caisse d'épargne et de crédit] m'ont accordé un prêt, mais je ne leur ai pas dit que c'était pour un disque ». Il est produit par Charles Desmond White, au lieu de Hodgin, mais est enregistré au Jag Studio à Raleigh, où tous les albums précédents ont également été enregistrés. Pour Nearer, Duncan a écrit douze des treize pistes et a joué avec le bassiste Ron Bartholomew, le guitariste Dave Bartholomew et le batteur Chris Henderson.

### Pause et séparation
Jerker Emanuelson, propriétaire du label suédois Sound Asleep Records, était fan de Nearer et a contacté le groupe. En collaboration avec Duncan, Sound Asleep sort la compilation Road Chill des Accelerators en 2007.
En raison de retards dans la production du troisième album du groupe et de divergences personnelles, The Accelerators se dissout après l'enregistrement de Dream Trains et les membres passent à d'autres projets,. Duncan commence à se produire en solo en tant qu'auteur-compositeur-interprète,. Lorsque Dream Train sort finalement en juin 1991, le groupe n'a pas joué en concert depuis trois ans, et Duncan et Wurster sont les seuls membres prêts à revenir,. Duncan recrute de nouveaux membres, dont le bassiste Ron Bartholomew (The Hanks, The Woods et Robert Kirkland) pour remplacer Mike Johns qui a rejoint le groupe Fluffy, et Bo Taylor pour remplacer le guitariste Brad Rice qui a rejoint le groupe Finger,,,,. Avec cette nouvelle formation, The Accelerators sort de sa pause et joue pour la première fois le 4 octobre 1991 au Brewery à Raleigh.
Wurster continue de jouer avec The Accelerators pendant un certain temps, mais finit par quitter le groupe pour se consacrer à Superchunk, qu'il avait rejoint pendant le hiatus du groupe. Il est remplacé à la batterie par Michael Batts (Automatic Slim), beau-frère de Bartholomew,. Le guitariste Taylor quitte également le groupe et est remplacé par Dave Bartholomew, frère de Ron,. Bien que Duncan soit le seul membre ayant travaillé sur les trois albums du groupe, la formation composée de Duncan et des deux Bartholomew restera stable jusqu'à l'album autoproduit Nearer (2000). Après les sessions d'enregistrement de Nearer, le guitariste Mark Auble remplace Dave Bartholomew pour des tournées promotionnelles limitées.
Peu après la sortie de Nearer, le groupe a progressivement arrêté les tournées et n'a plus joué qu'occasionnellement dans la région de Raleigh-Chapel Hill. Duncan, le fondateur du groupe, chanteur et principal auteur-compositeur, décide de prendre sa retraite après plus de vingt ans de dévouement aux Accelerators et plus de trente ans dans l'industrie musicale. Cependant, après avoir travaillé sur l'album compilation Road Chill, Duncan a déclaré : « Vers le milieu des années 1990, la rumeur a couru que j'avais pris ma retraite, que j'étais décédé ou que je n'avais plus d'importance, alors j'ai décidé de faire savoir à tous ceux qui s'en souciaient que je n'étais, sauf peut-être le troisième, rien de tout cela ». Il a exprimé le souhait de retourner en studio avec le producteur Hodgin pour enregistrer un album de nouvelles chansons.
Dick Hodgin, manager et producteur principal du groupe, a travaillé avec The Accelerators dès ses débuts et a ensuite remporté un Emmy régional et travaillé avec Clay Aiken, Corrosion of Conformity, Hootie and the Blowfish et Lynyrd Skynard,. Ron Bartholomew a ensuite joué avec Whiskeytown, Patty Hurst Shifter, Michael Rank and Stag, et Caitlyn Cary. En plus de Superchunk, John Wurster joue avec de nombreux groupes, dont The Mountain Goats, Bob Mould, Katy Perry, Rocket from the Crypt, The New Pornographers et R.E.M.. Dave Bartholomew tourne avec Caitlyn Cary et Tres Chicas, et joue actuellement avec Terry Anderson And The Olympic Ass-Kickin' Team,,.

## Discographie
- 1983 : Leave My Heart (Dolphin Records)
- 1987 : The Accelerators (Profile Records)
- 1991 : Dream Train (Profile Records)
- 2000 : Nearer (D.E.S. Records)
- 2007 : Road Chill  (Sound Asleep Records)